# Koffertfiskar
Koffertfiskar (Ostraciidae) är en familj i ordningen blåsfiskartade fiskar. Sammanlagt omfattar familjen koffertfiskar omkring 30 arter, fördelade på sex släkten, som förekommer i Atlanten, Indiska oceanen och Stilla havet. Familjen delades tidigare upp i två underfamiljer, Aracaninae och Ostraciinae, men den förstnämnda är numera upphöjd till en egen familj, Aracanidae.
Koffertfiskarna har ett kroppspansar och är sexformade. De skyddar sig inte bara genom sitt kroppspansar utan även genom ett skum som kan frisättas från huden. Detta skum innehåller toxinet ostracitoxin. Toxinet är giftigt för andra fiskar, vilket man bör tänka på om man införskaffar en koffertfisk till ett redan befolkat akvarium. Giftet från en nyintroducerad, stressad koffertfisk kan leda till att de övriga invånarna i akvariet dör inom några minuter.

## Släkten och arter
- Acanthostracion, Bleeker, 1865
  - Acanthostracion guineensis
  - Acanthostracion notacanthus
  - Acanthostracion polygonius
  - Fyrhornig koffertfisk (Acanthostracion quadricornis)
- Lactophrys, Swainson, 1839
  - Lactophrys bicaudalis
  - Lactophrys trigonus
  - Lactophrys triqueter
- Lactoria, Jordan & Fowler, 1902
  - Långhornad kofisk (Lactoria cornuta)
  - Lactoria diaphana
  - Lactoria fornasini
  - Lactoria paschae
- Ostracion, Linné, 1758
  - Gul koffertfisk (Ostracion cubicus)
  - Ostracion cyanurus
  - Ostracion immaculatus
  - Ostracion meleagris
  - Ostracion nasus
  - Ostracion rhinorhynchos
  - Ostracion solorensis
  - Ostracion trachys
  - Ostracion whitleyi
- Paracanthostracion, Whitley, 1933
  - Paracanthostracion lindsayi
- Tetrosomus, Swainson, 1839
  - Tetrosomus concatenatus
  - Pyramidkoffertfisk, (Tetrosomus gibbosus)
  - Tetrosomus reipublicae
  - Tetrosomus stellifer